# Liste der Biografien/Bug
Liste der Biografien |
Portal Biografien |
Personensuche
# |
A |
B |
C |
D |
E |
F |
G |
H |
I |
J |
K |
L |
M |
N |
O |
P |
Q |
R |
S |
T |
U |
V |
W |
X |
Y |
Z |
?
 
Ba |
Be |
Bd |
Bg |
Bh |
Bi |
Bj |
Bl |
Bm |
Bn |
Bo |
Br |
Bs |
Bu |
Bw |
By |
Bz
 
Bua |
Bub |
Buc |
Bud |
Bue |
Buf |
Bug |
Buh |
Bui |
Buj |
Buk |
Bul |
Bum |
Bun |
Buo |
Buq |
Bur |
Bus |
But–Buz
Die Liste der Biografien führt alle Personen auf, die in der deutschsprachigen Wikipedia einen Artikel haben. Dieses ist eine Teilliste mit 147 Einträgen von Personen, deren Namen mit den Buchstaben „Bug“ beginnt.

## Bug
- Bug, Alexis (* 1973), deutscher Schauspieler, Regisseur und Autor
- Bug, Enric (* 1957), spanischer Comicautor und Industriedesigner
- Bug, Steffen (* 1975), deutscher Ingenieur
- Bug, Steve, Produzent und DJ im Bereich elektronischer Musik
- Bug, Thomas (* 1970), deutscher Hörfunk- und FernsehmoderatorThomas Bug (* 1970)

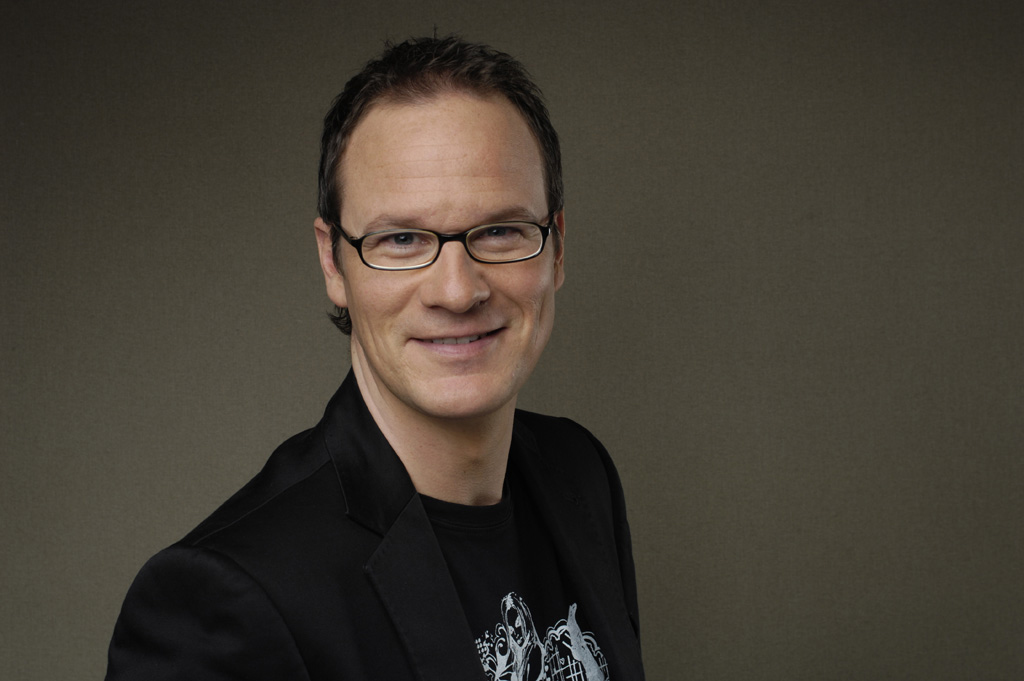
Thomas Bug (* 1970)

### Buga
- Būga, Kazimieras (1879–1924), litauischer Sprachwissenschaftler
- Buga, Konstantin (* 1985), deutscher Amateurboxer
- Buga, Mugurel (* 1977), rumänischer Fußballspieler
- Bugadse, Lascha (* 1977), georgischer Theaterautor, Schriftsteller und Cartoonist
- Bugaiov, Igor (* 1984), moldauischer Fußballspieler
- Bugaj, Ryszard (* 1944), polnischer Politiker, Sejm-Abgeordneter
- Bugaj, Tomasz (* 1950), polnischer Dirigent und Musikpädagoge
- Bugajenkovs, Ivans (* 1938), sowjetisch-lettischer Volleyballspieler und -trainer
- Bugajew, Abdulla Machmudowitsch (* 1949), tschetschenischer Politiker
- Bugajew, Alexei Iwanowitsch (1981–2024), russischer Fußballspieler
- Bugajew, Boris Pawlowitsch (1923–2007), sowjetischer Pilot und Politiker, Minister für zivile Luftfahrt
- Bugajew, Nikolai Wassiljewitsch (1837–1903), russischer Mathematiker
- Bugajski, Josh (* 1990), britischer Ruderer
- Bugajski, Ryszard (1943–2019), polnischer Filmregisseur
- Bugala, Josef (1908–1999), österreichischer Fußballspieler
- Bugalho, Sebastião (* 1995), portugiesischer Journalist und Politiker (parteilos), MdEP
- Bugallal Araújo, Gabino (1861–1932), Ministerpräsident von Spanien
- Bugallo, Celso (* 1947), spanischer Schauspieler
- Bugallo, Lorena (* 1983), argentinische Badmintonspielerin
- Bugalski, Philippe (1963–2012), französischer Rallyefahrer
- Bugalski, Stanisław (1931–1991), polnischer Radrennfahrer
- Bugár, Béla (* 1958), slowakischer Politiker ungarischer Nationalität, Mitglied des Nationalrats
- Bugár, Erwin (1952–2020), deutscher Fußballfunktionär
- Bugár, Imrich (* 1955), tschechoslowakischer Diskuswerfer
- Bugarin, Jolly R. († 2002), philippinischer Polizeidirektor, Präsident der Interpol
- Bugarin, María Aileen H., philippinische Diplomatin
- Bugarski, Čedomir (1943–1993), jugoslawisch-serbischer Handballspieler und -trainer
- Bugat, Nynne (* 1983), dänische Schauspielerin
- Bugatti, Carlo (1856–1940), italienischer Designer, Dekorateur und Architekt
- Bugatti, Ettore (1881–1947), französischer Automobilfabrikant und Konstrukteur italienischer HerkunftEttore Bugatti (1881–1947)

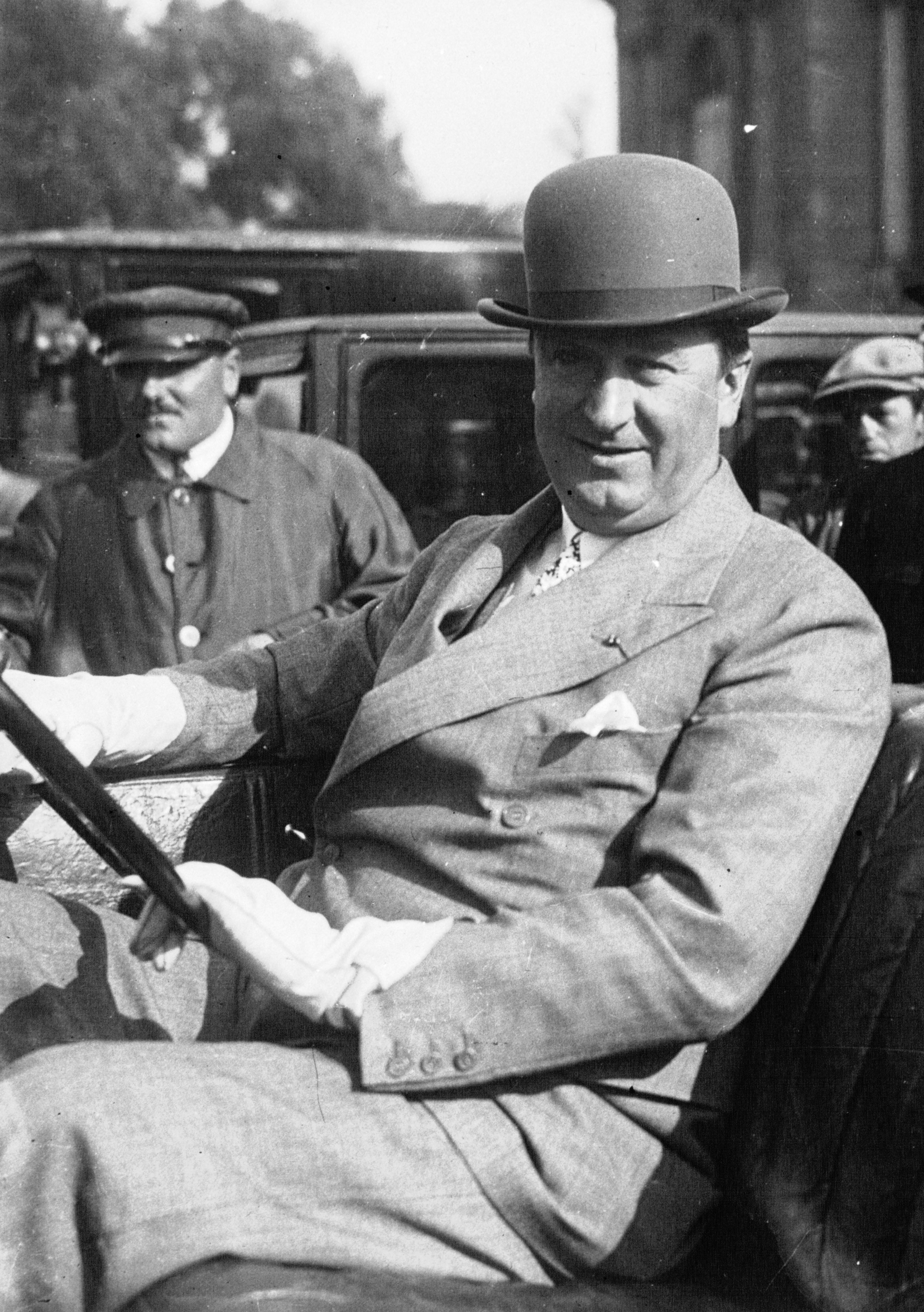
Ettore Bugatti (1881–1947)

- Bugatti, Giovanni Battista (1779–1869), italienischer Henker im Kirchenstaat
- Bugatti, Jean (1909–1939), französisch-italienischer Automobildesigner, -fabrikant und Testfahrer
- Bugatti, Ottavio (1928–2016), italienischer Fußballspieler und -trainer
- Bugatti, Rembrandt (1884–1916), italienischer Bildhauer
- Bugatti, Roland (1922–1977), französisch-italienischer Automobilfabrikant und Ingenieur
- Bugatti, Wulf (1939–2021), österreichischer Bildender Künstler
- Bugatto, Lautaro (1991–2012), argentinischer Fußballspieler
- Bugatto, Zanetto († 1476), italienischer Maler
- Bugay, Ryley (* 1996), US-amerikanisch-philippinische Fußballspielerin

### Bugb
- Bugbee, Charles (1887–1959), britischer Wasserballspieler

### Bugd
- Bugdahl, Klaus (* 1934), deutscher Radrennfahrer
- Bugdahn, Paul (1890–1948), deutscher Journalist und Politiker (SPD), MdL, MdHB
- Bugdalle, Richard (1907–1982), deutscher SS-Hauptscharführer
- Buğdaycı, Ömer (* 1997), türkischer Fußballspieler
- Bugdol, Ewa (* 1986), polnische Triathletin
- Bugdoll, Edmund (* 1945), deutscher Fotograf und Sachbuchautor (Bereich Fotografie)

### Buge
- Büge, Emil (1890–1950), deutscher Autor
- Büge, Joachim (* 1949), deutscher Richter
- Buge, Julien (1913–1940), französischer Fußballspieler
- Büge, Lutz (* 1964), deutscher Autor, Redakteur und Blogger
- Büge, Michael (* 1966), deutscher Politiker (ehemals CDU)
- Bugeanu, Constantin (1916–1998), rumänischer Komponist, Dirigent und Musikpädagoge
- Bugeaud de la Piconnerie, Thomas Robert (1784–1849), französischer General und Marschall von Frankreich
- Bugeja, George (* 1962), maltesischer Ordensgeistlicher, römisch-katholischer Bischof und Apostolischer Vikar von Tripolis
- Bugeja, Haley (* 2004), maltesische Fußballspielerin
- Bugeja, John (1932–1999), maltesischer Radrennfahrer
- Bugeja, Mireya (* 2007), maltesische Leichtathletin
- Bugeja, Paul (1913–1993), maltesischer Autor im Bereich der Erwachsenenbildung; Verfasser eines maltesisch-englisch, englisch-maltesischen Wörterbuchs
- Buğeker, Feridun (1933–2014), türkischer Fußballspieler
- Bügelmayer, Bernhard (* 1955), österreichischer Architekt
- Bugenhagen, Johannes (1485–1558), deutscher Reformator Pommerns und DänemarksJohannes Bugenhagen (1485–1558)

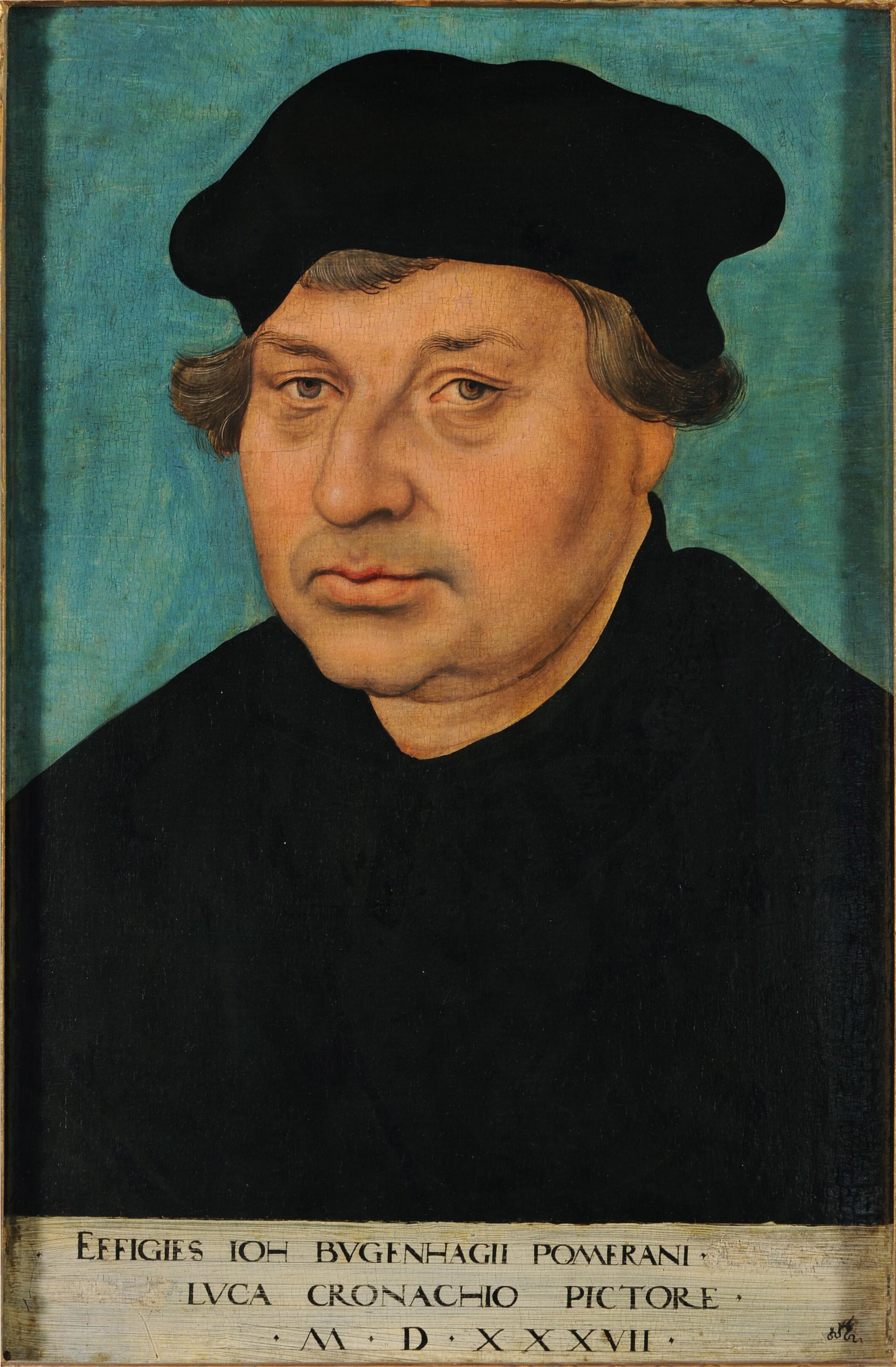
Johannes Bugenhagen (1485–1558)

- Bugenhagen, Johannes der Jüngere (1527–1594), deutscher lutherischer Theologe
- Büger, Adolf (1885–1966), deutscher Maler
- Büger, Matthias (* 1969), deutscher Mathematiker und Politiker (FDP)
- Buger, Stephan (1877–1951), österreichischer Politiker (SDAPDÖ)
- Bugera, Alexander (* 1978), deutscher Fußballspieler
- Bugert, Erwin (1920–1999), deutscher Politiker (SPD), MdL

### Bugg
- Bugg, Jake (* 1994), britischer Singer-Songwriter
- Bugg, Madison (* 1994), US-amerikanische Volleyballspielerin
- Bugg, Rachel (* 1989), australische Wasserspringerin
- Bugg, Robert Malone (1805–1887), US-amerikanischer Politiker
- Bugge, Aage (1896–1979), dänisch-grönländischer Pastor, Propst, Lehrer, Hochschulleiter und Schriftsteller
- Bugge, Anna (1862–1928), norwegische und schwedische Frauenrechtlerin, Juristin, Schriftstellerin und Diplomatin
- Bugge, Günther (1885–1944), deutscher Chemiker und Chemiehistoriker
- Bugge, Sophus (1833–1907), norwegischer Philologe
- Bugge, Thomas (1740–1815), dänischer Astronom, Mathematiker und Kartograph
- Bugge, Vegard Robinson (* 1989), norwegischer Radrennfahrer
- Bugge-Paulsen, Anne (* 1979), norwegische Fußballspielerin
- Buggel, Edelfrid (1928–2000), deutscher Sportwissenschaftler und Hochschullehrer
- Büggeln, Heinrich (1870–1945), deutscher Elektroingenieur
- Buggeln, Marc (* 1971), deutscher Historiker
- Buggelsheim, Joachim (* 1975), österreichischer Basketballspieler
- Buggenhagen, Andreas (1583–1652), deutscher Adliger, pommerscher Landmarschall und mecklenburgischer Hofmarschall
- Buggenhagen, Degener († 1420), deutscher Adliger und Erblandmarschall von Pommern-Wolgast
- Buggenhagen, Ernst Christoph von (1753–1816), Landrat in Schwedisch-Pommern, Kurator der Universität Greifswald
- Buggenhagen, Julius Ernst von (1736–1806), preußischer Kammerpräsident und Staatsminister
- Buggenhagen, Julius Heinrich von (1768–1827), preußischer Kriegs- und Domänenrat, Staatsminister und Landrat
- Buggenhagen, Marianne (* 1953), deutsche Behindertensportlerin
- Buggert, Christoph (* 1937), deutscher Schriftsteller
- Buggisch, Otto (1910–1991), deutscher Kryptoanalytiker während des Zweiten Weltkriegs
- Buggisch, Werner (1943–2019), deutscher Geologe
- Buggle, Franz (1933–2011), deutscher Psychologe und Religionskritiker
- Buggle, Wilhelm (1915–1989), deutscher Politiker (CDU), MdL
- Buggy, Niall (* 1948), irischer Schauspieler
- Buggy, Regina (* 1959), US-amerikanische Hockeyspielerin

### Bugh
- Bugha al-Kabir († 862), General
- Bughaigis, Salwa (1963–2014), libysche Rechtsanwältin und Menschenrechtsaktivistin
- Bughici, Dumitru (1921–2008), rumänischer Komponist und Musikpädagoge
- Bughici, Simion (1914–1997), rumänischer Politiker (PMR, PCR)
- Bughra, Abdullah († 1934), uigurischer Emir der Islamischen Republik Ostturkestan
- Bughra, Nur Ahmad Jan († 1934), uigurischer Emir der Islamischen Republik Ostturkestan

### Bugi
- Bugiardini, Agostino († 1623), italienischer Bildhauer, in Florenz tätig
- Bugiardini, Giuliano (1476–1555), italienischer Maler
- Bugie, Elizabeth (1920–2001), US-amerikanische Mikrobiologin
- Bugiel, Hartwig (* 1943), deutscher FDGB-Funktionär
- Bugin, Harry (1929–2005), US-amerikanischer Schauspieler

### Bugl
- Bugl, Florian (* 2002), deutscher Eishockeytorwart
- Bugl, Josef (1932–2023), deutscher Politiker (CDU), MdL, MdB
- Bugla, Gerhard (1921–1999), deutscher Politiker (SPD), MdBB
- Bugla, Paula-Marie (* 1993), deutsche Schauspielerin
- Bugla, Ralf (* 1962), deutscher Fußballspieler
- Bugli, Pietro (* 1954), san-marinesischer Politiker
- Buglia, Lilián (1934–2016), argentinische Sprinterin und Weitspringerin
- Buglio, Ludovico (1606–1682), italienischer Jesuit und Missionar
- Buglioni, Benedetto († 1521), italienischer Bildhauer und Terrakottabildner
- Buglioni, Santi (1494–1576), italienischer Bildhauer
- Bugliosi, Vincent (1934–2015), US-amerikanischer Jurist und Bestsellerautor

### Bugm
- Bugmann, Urs (* 1951), Schweizer Redakteur, Literaturkritiker, Theaterkritiker und Journalist

### Bugn
- Bugnatelli, Salvatore (* 1943), italienischer Filmregisseur, Drehbuchautor und Filmeditor
- Bugner, Jaroslav (* 1941), tschechoslowakischer Radrennfahrer
- Bugner, Joe (* 1950), ungarisch-englisch-australischer Schwergewichtsboxer und Schauspieler
- Bugnini, Annibale (1912–1982), italienischer Bischof der römisch-katholischen Kirche
- Bugnion-Secrétan, Perle (1909–2004), Schweizer Frauenrechtlerin
- Bugno, Gianni (* 1964), italienischer Radrennfahrer und RadsportfunktionärGianni Bugno (* 1964)

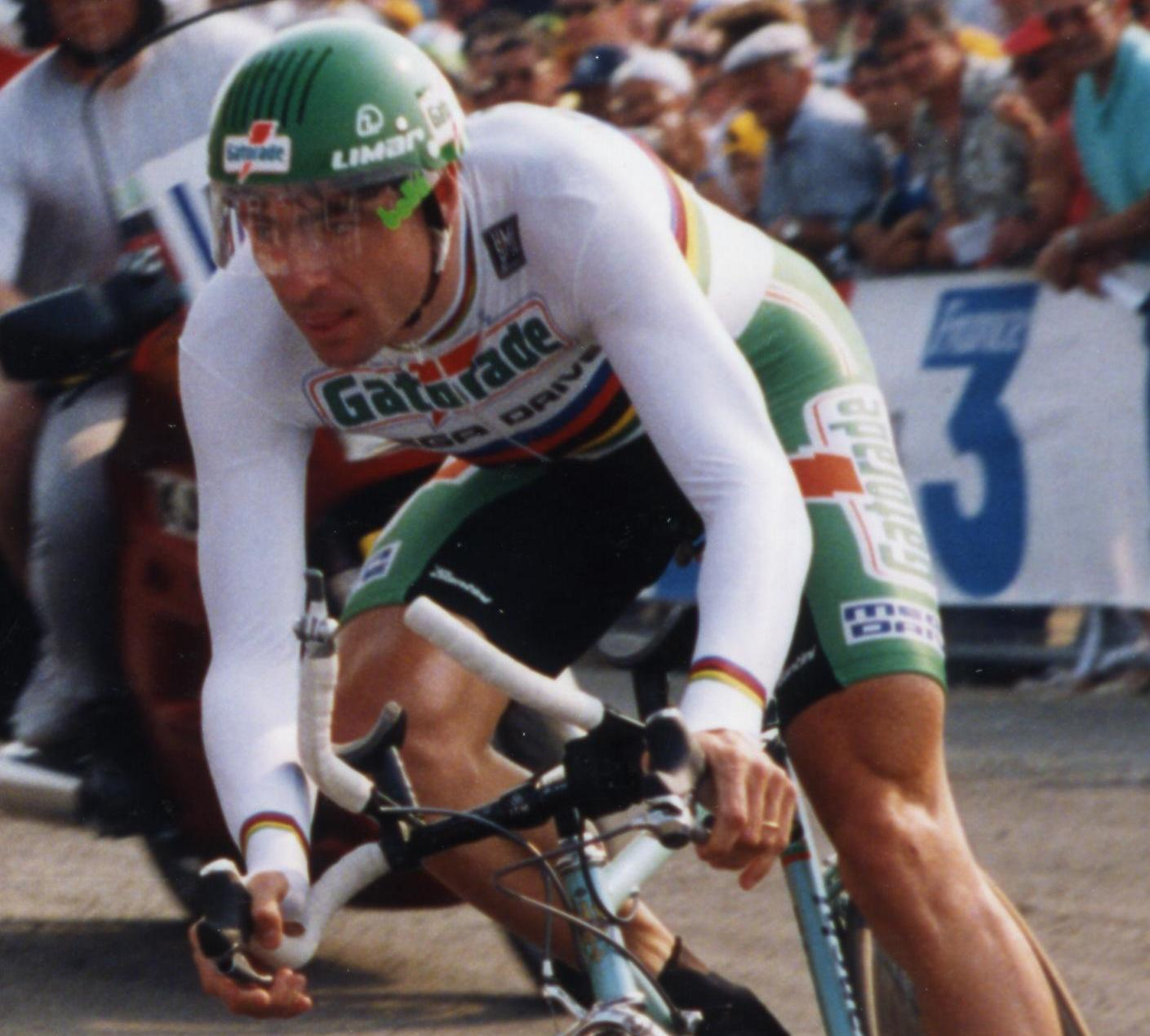
Gianni Bugno (* 1964)

- Bugnon, André (* 1947), Schweizer Politiker (SVP)
- Bugnon, Candela (* 1997), argentinische Tennisspielerin
- Bugnon, Fabienne (* 1959), Schweizer Politikerin (Grüne)
- Bugnyár, Markus Stephan (* 1975), österreichischer römisch-katholischer PriesterMarkus Stephan Bugnyár (* 1975)

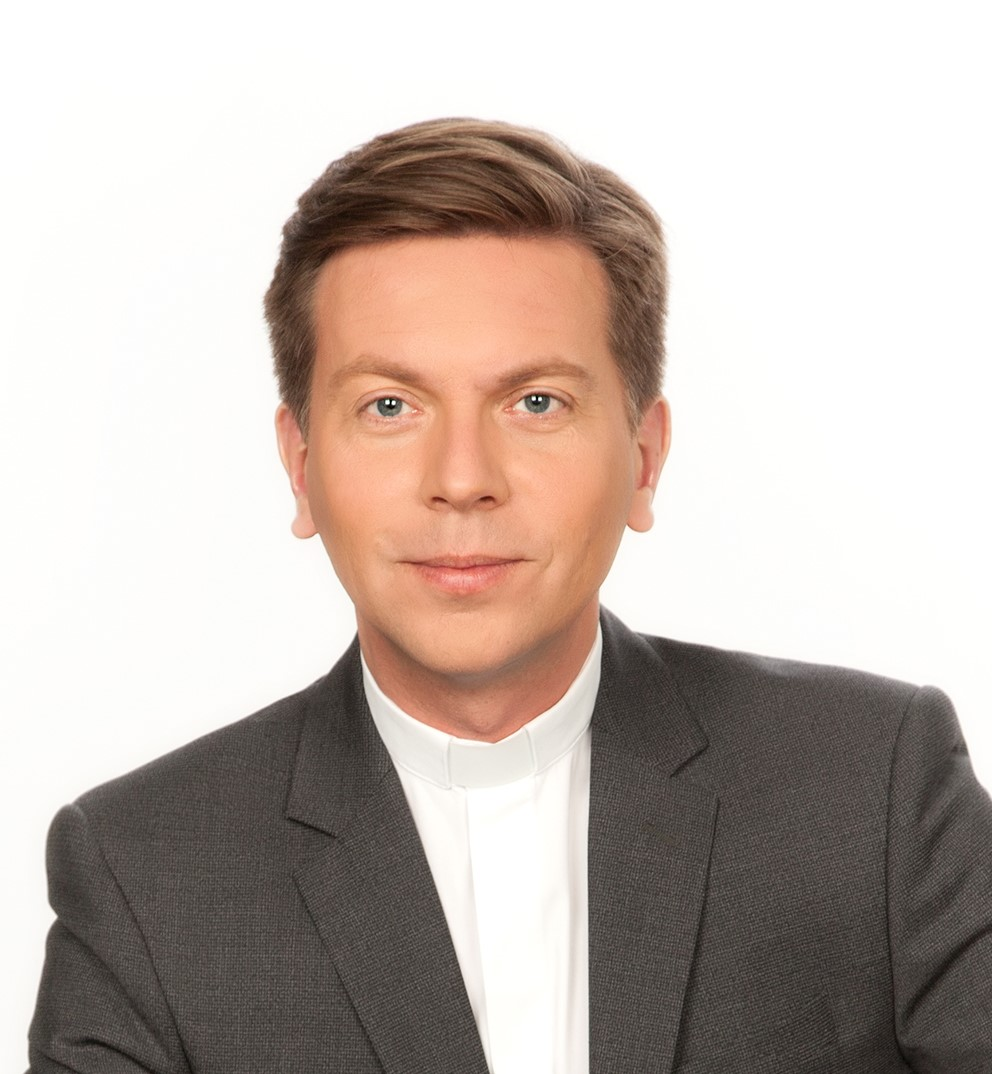
Markus Stephan Bugnyár (* 1975)

- Bugnyar, Thomas (* 1971), österreichischer Biologe, Verhaltensforscher

### Bugo
- Bugo (* 1973), italienischer Cantautore (Liedermacher) und Künstler
- Bugor, Wassili Jermolajewitsch († 1668), russischer Forschungsreisender
- Bugorski, Anatoli Petrowitsch (* 1942), russischer Wissenschaftler
- Bugoslawskaja, Jewgenija Jakowlewna (1899–1960), sowjetische Astronomin und Hochschullehrerin

### Bugr
- Bugri, Björn (* 1968), deutscher Schauspieler
- Bugri, Francis (* 1980), deutscher Fußballspieler
- Bugrimowa, Irina Nikolajewna (1910–2001), sowjetische bzw. russische Akrobatin und Dompteuse
- Bugrow, Nikolai Alexandrowitsch (1837–1911), russischer Unternehmer und Mäzen

### Bugt
- Bugter, Luuc (* 1993), niederländischer Radrennfahrer
- Bugti, Akbar (1927–2006), pakistanischer Politiker und Rebellenführer

### Bugu
- Bugul, Ken (* 1947), senegalesische Schriftstellerin
- Bugun, Yakup (* 1987), türkischer Fußballtorhüter

### Bugz
- Bugz (1978–1999), US-amerikanischer Rapper